# Guido Jung

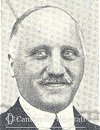
Guido Jung.

Guido Jung, född 2 februari 1876, död 27 december 1949, var en italiensk finansman och politiker.
Jung var i internationella ekonomiska frågor från 1918 en av Italiens ledande män, delegerad vid fredskonferensen i Paris 1919 och därefter vid de flesta skadeståndsprocesserna. Jung, som bland annat omorganiserade Italiens bankväsen, blev 1927 president i Nationella exportinstitutet, samma år fascistisk deputerad och 1932 finansminister.